# Sindi
Sindi este oraș (linn) în Județul Pärnu, Estonia.

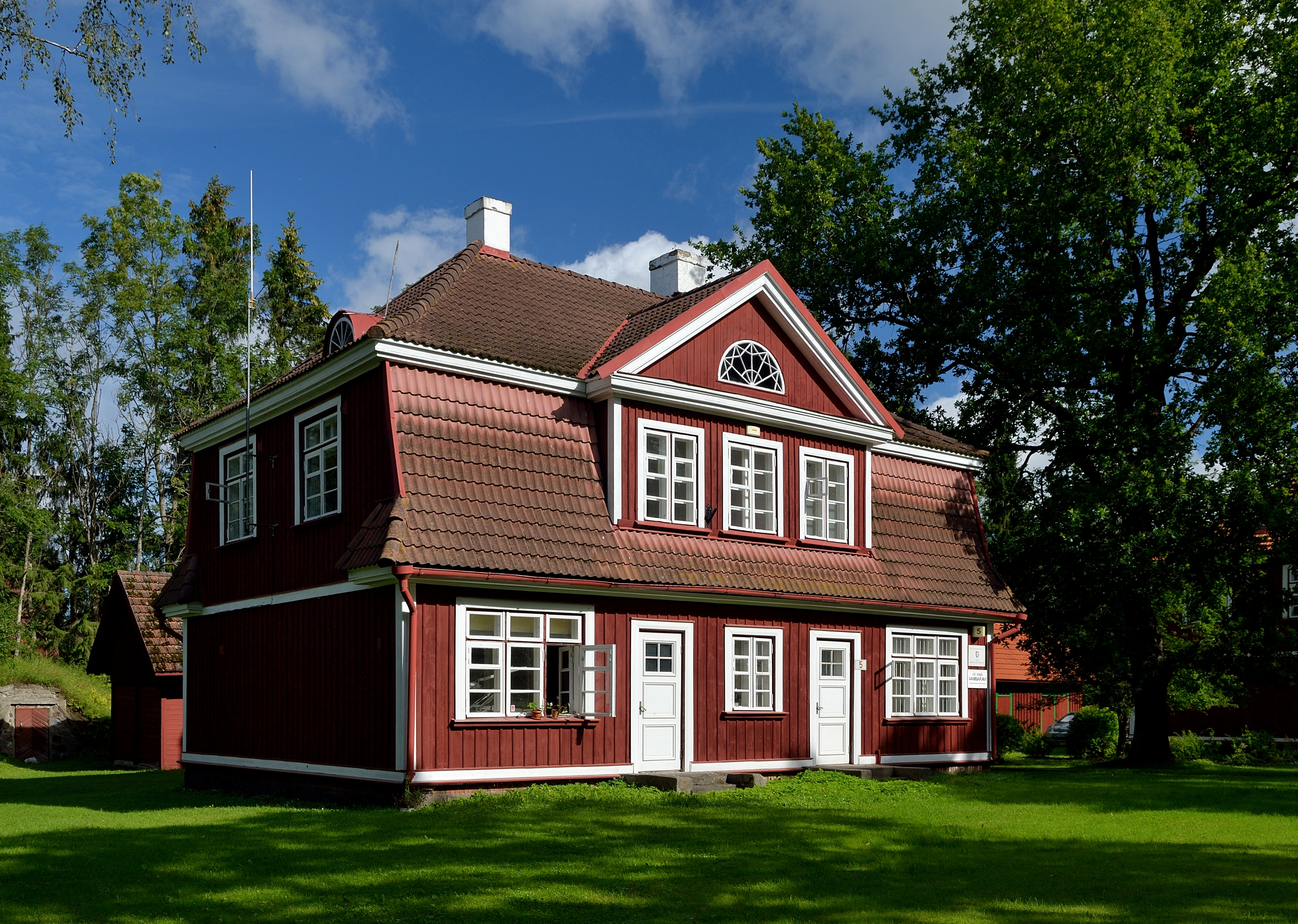
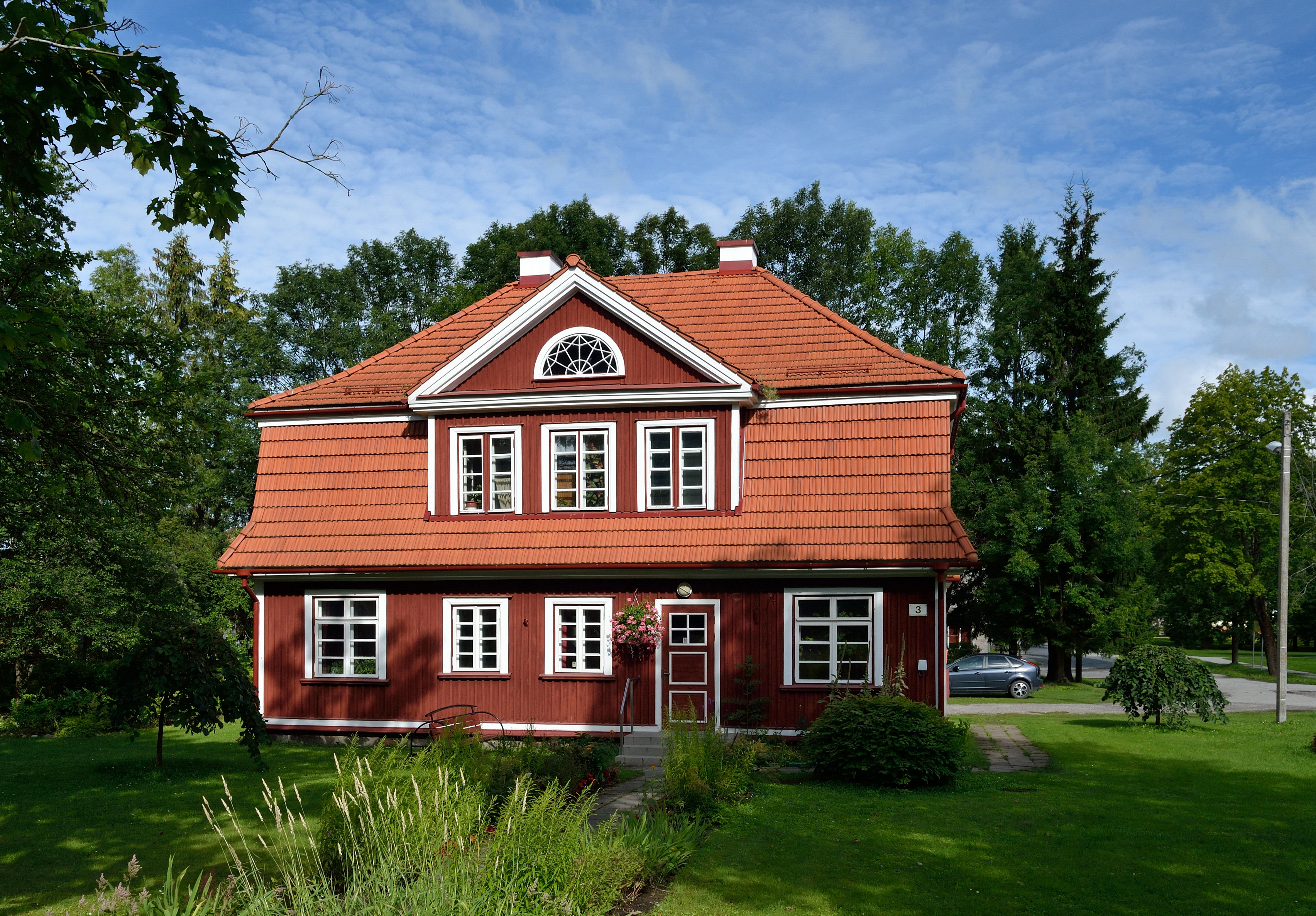
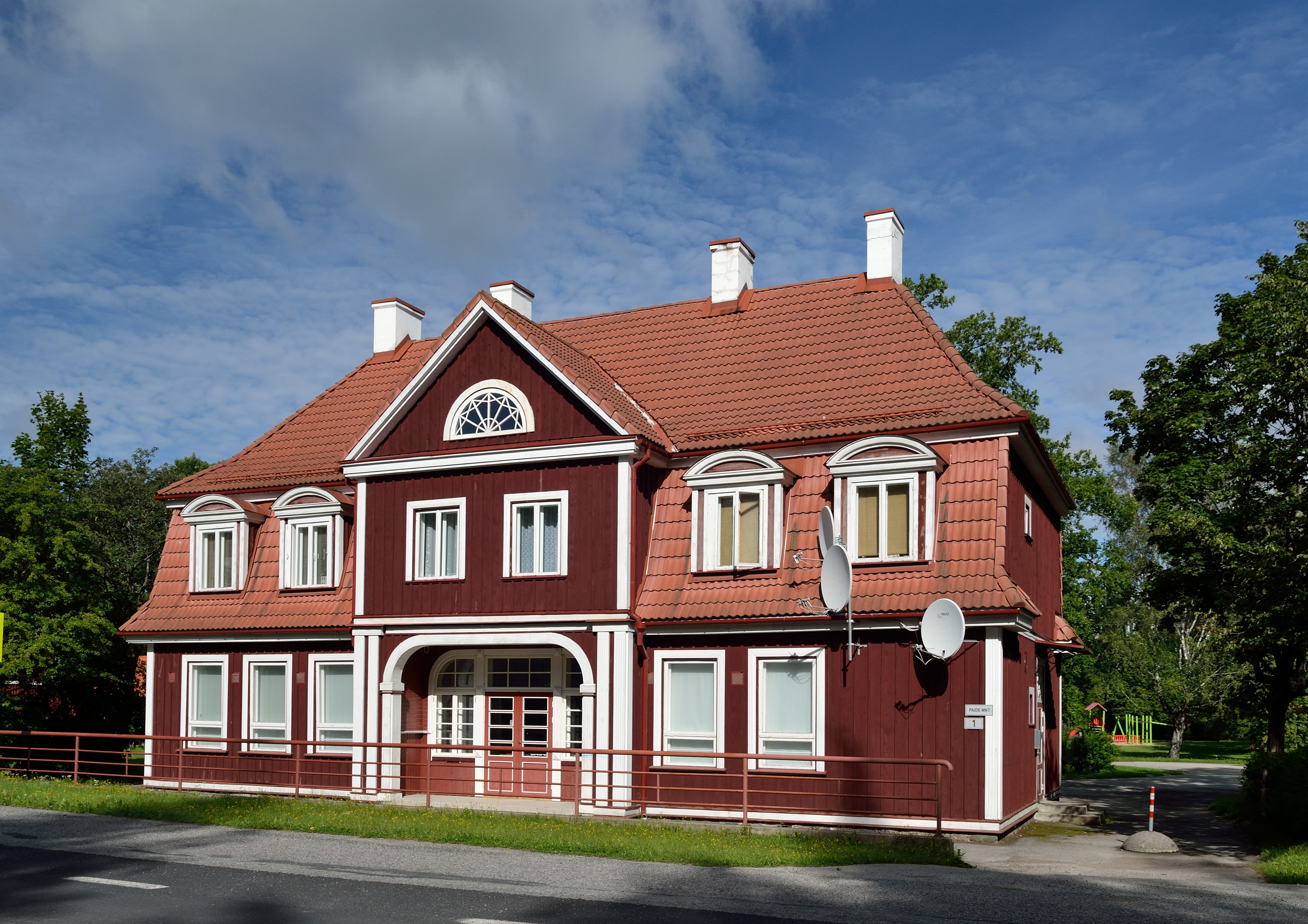
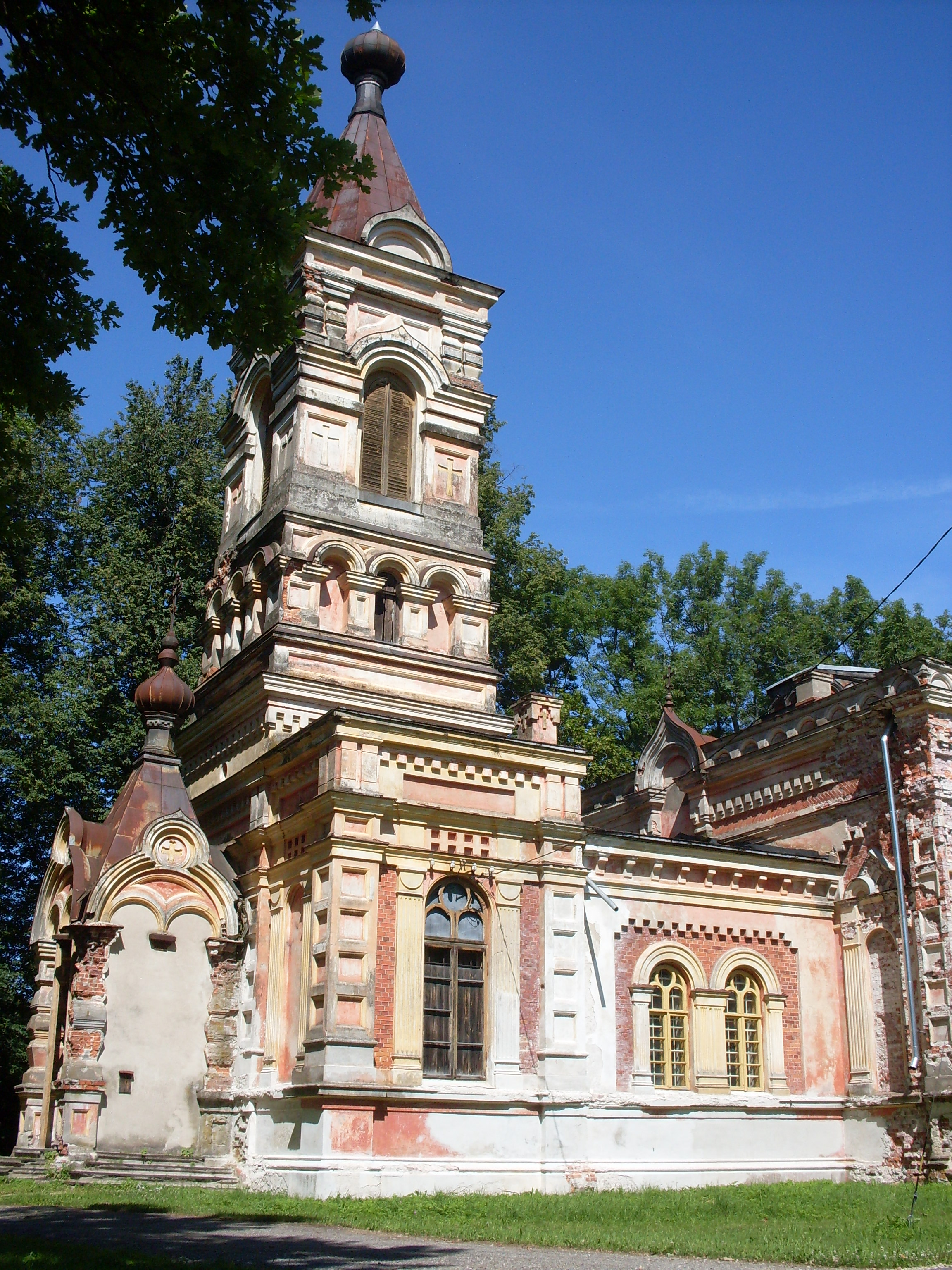

1. ↑  Eesti kohalik omavalitsus ja liidud 100. 1, Omavalitsustegelased (în estonă)
2. ↑  Maakatastri statistika (în estonă), Consiliul Funciar Eston[*], accesat în 4 noiembrie 2018